# Egidio Mauri
Egidio Mauri (ur. 9 grudnia 1828 w Montefiascone, zm. 13 marca 1896 w Ferrarze) – włoski duchowny katolicki, kardynał, arcybiskup Ferrary, dominikanin.

## Życiorys
Święcenia kapłańskie przyjął 24 września 1853. 22 grudnia 1871 został wybrany biskupem Rieti. Sakrę przyjął 14 stycznia 1872 w Viterbo. 1 czerwca 1888 przeszedł na biskupstwo Osimo-Cingoli. 12 czerwca 1893 objął stolicę metropolitalną w Ferrarze, na której pozostał już do śmierci. 18 maja 1894 Leon XIII wyniósł go do godności kardynalskiej z tytułem San Bartolomeo all’Isola, a 2 grudnia 1895 z tytułem Santa Maria sopra Minerva.